# Warud
Warud é uma cidade  no distrito de Amravati, no estado indiano de Maharashtra.

## Demografia
Segundo o censo de 2001, Warud tinha uma população de 41,005 habitantes. Os indivíduos do sexo masculino constituem 51% da população e os do sexo feminino 49%. Warud tem uma taxa de literacia de 77%, superior à média nacional de 59.5%: a literacia no sexo masculino é de 80% e no sexo feminino é de 74%. Em Warud, 12% da população está abaixo dos 6 anos de idade.